# Francesco Stanco
Francesco Stanco (Pavullo nel Frignano, 26 febbraio 1987) è un calciatore italiano, attaccante del Giulianova.

## Carriera
Dopo aver passato tutta la trafila delle giovanili nel Modena esordisce in Serie B nella stagione 2005-2006 nella quale colleziona 4 presenze, tutte subentrando dalla panchina.
Nella stagione 2006-2007 viene girato in prestito al Grosseto in Serie C1, giocando 8 partite ma non trovando nessuna rete.
Nel corso del mercato di riparazione invernale si trasferisce sempre in prestito al Boca San Lazzaro in Serie C2, giocando altre 8 partite ma sempre senza trovare la via del gol, e retrocedendo in Serie D.
Nella stagione seguente torna a Modena, giocando una sola partita, e nel corso del mercato invernale viene ceduto in prestito al Valenzana in Serie C2, dove gioca 14 partite mettendo a segno 3 reti, le prime in una prima squadra.
Nella stagione 2008-2009 torna a Modena, dove gioca 11 match e segna una rete (la prima in Serie B, per poi tornare nuovamente in prestito al Valenzana, dove in 27 presenze segna 4 gol.
Dalla stagione 2010-2011 torna definitivamente a Modena, dove, nella stagione 2011-2012 mette a segno 6 reti.
Inizia la stagione 2012-2013 con il gol vittoria a Terni (0-1) e con la marcatura del momentaneo 1-1 nel match perso al 94' contro il Varese.
Il 5 marzo 2013 segna di testa il gol del momentaneo pareggio nella sconfitta casalinga contro il Brescia. Nella stagione 2013-2014 trova il suo primo gol nel girone di ritorno contro la Juve Stabia.
Nell'estate 2014 passa in prestito al Pisa in Lega Pro. Il 7 gennaio 2015, passa sempre con la formula del prestito con diritto di opzione, al Cittadella in Serie B, disputa con la società granata, in sei mesi 20 partite segnando 6 reti. Nell'estate del 2015 fa ritorno nuovamente nella società emiliana. Conclude la sua avventura con la maglia gialloblù realizzando 22 reti in 169 incontri.
Il 16 agosto del 2016 viene ceduto a titolo definitivo alla Cremonese. È tra i protagonisti della trionfale stagione 2016-2017, culminata con la promozione in Serie B. Nella stagione 2017-2018 resta fuori rosa per i primi sei mesi. Passa poi nel gennaio 2018 nell'ultimo giorno del mercato invernale alla Sambenedettese. In un anno e mezzo raccoglie con i marchigiani 50 presenze, segnando 15 reti. Rimasto svincolato, il 5 agosto 2019 firma un contratto con la Feralpisalò società di Serie C. Tuttavia dopo aver disputato 21 gare con la società gardesana, senza mai andare a segno, il 15 gennaio 2020 fa ritorno dopo quattro anni e mezzo al Cittadella, firmando con il club granata, un contratto fino al giugno 2021.
Il 1º ottobre 2020 viene ceduto all'Imolese.
Il 5 gennaio 2021 viene ceduto in prestito all'Alessandria. Tornato dal prestito, gioca un'unica gara nella stagione 2021-2022, in Coppa Italia di Serie C, segnando una rete. 
Nell'estate del 2022 si trasferisce al Carpi, scendendo in D.

## Statistiche

### Presenze e reti nei club
Statistiche aggiornate al 10 maggio 2022.
| Stagione              | Squadra               | Campionato            | Campionato | Campionato | Coppe nazionali | Coppe nazionali | Coppe nazionali | Coppe continentali | Coppe continentali | Coppe continentali | Altre coppe | Altre coppe | Altre coppe | Totale | Totale |
| Stagione              | Squadra               | Comp                  | Pres       | Reti       | Comp            | Pres            | Reti            | Comp               | Pres               | Reti               | Comp        | Pres        | Reti        | Pres   | Reti   |
| --------------------- | --------------------- | --------------------- | ---------- | ---------- | --------------- | --------------- | --------------- | ------------------ | ------------------ | ------------------ | ----------- | ----------- | ----------- | ------ | ------ |
| 2004-2005             | Modena                | B                     | 0          | 0          | CI              | 1               | 0               | -                  | -                  | -                  | -           | -           | -           | 1      | 0      |
| 2005-2006             | Modena                | B                     | 4          | 0          | CI              | 0               | 0               | -                  | -                  | -                  | -           | -           | -           | 4      | 0      |
| 2006-gen. 2007        | Grosseto              | C1                    | 8          | 0          | CI+CI-C         | 0               | 0               | -                  | -                  | -                  | -           | -           | -           | 8      | 0      |
| gen.-giu. 2007        | Boca San Lazzaro      | C2                    | 8+1        | 0          | CI-C            | 0               | 0               | -                  | -                  | -                  | -           | -           | -           | 9      | 0      |
| 2007-gen. 2008        | Modena                | B                     | 1          | 0          | CI              | 0               | 0               | -                  | -                  | -                  | -           | -           | -           | 1      | 0      |
| gen.-giu. 2008        | Valenzana             | C2                    | 14+1       | 3          | CI-C            | 0               | 0               | -                  | -                  | -                  | -           | -           | -           | 15     | 3      |
| 2008-2009             | Modena                | B                     | 11         | 1          | CI              | 0               | 0               | -                  | -                  | -                  | -           | -           | -           | 11     | 1      |
| ago. 2009             | Modena                | B                     | 0          | 0          | CI              | 1               | 0               | -                  | -                  | -                  | -           | -           | -           | 1      | 0      |
| ago. 2009-2010        | Valenzana             | 2D                    | 27         | 4          | CI-LP           | 1               | 1               | -                  | -                  | -                  | -           | -           | -           | 28     | 5      |
| Totale Valenzana      | Totale Valenzana      | Totale Valenzana      | 41+1       | 7          |                 | 1               | 1               |                    | -                  | -                  |             | -           | -           | 43     | 8      |
| 2010-2011             | Modena                | B                     | 26         | 4          | CI              | 1               | 1               | -                  | -                  | -                  | -           | -           | -           | 27     | 5      |
| 2011-2012             | Modena                | B                     | 31         | 6          | CI              | 0               | 0               | -                  | -                  | -                  | -           | -           | -           | 31     | 6      |
| 2012-2013             | Modena                | B                     | 30         | 4          | CI              | 2               | 0               | -                  | -                  | -                  | -           | -           | -           | 32     | 4      |
| 2013-2014             | Modena                | B                     | 21+2       | 1          | CI              | 1               | 0               | -                  | -                  | -                  | -           | -           | -           | 24     | 1      |
| 2014-gen. 2015        | Pisa                  | LP                    | 14         | 0          | CI+CI-LP        | 2+1             | 1+2             | -                  | -                  | -                  | -           | -           | -           | 17     | 3      |
| gen.-giu. 2015        | Cittadella            | B                     | 20         | 6          | CI              | 0               | 0               | -                  | -                  | -                  | -           | -           | -           | 20     | 6      |
| 2015-2016             | Modena                | B                     | 36         | 5          | CI              | 2               | 0               | -                  | -                  | -                  | -           | -           | -           | 38     | 5      |
| Totale Modena         | Totale Modena         | Totale Modena         | 160+2      | 21         |                 | 8               | 1               |                    | -                  | -                  |             | -           | -           | 170    | 22     |
| 2016-2017             | Cremonese             | LP                    | 35         | 7          | CI-LP           | 1               | 0               | -                  | -                  | -                  | SLP         | 0           | 0           | 36     | 7      |
| gen.-giu. 2018        | Sambenedettese        | C                     | 14+3       | 3          | CI-C            | 0               | 0               | -                  | -                  | -                  | -           | -           | -           | 17     | 3      |
| 2018-2019             | Sambenedettese        | C                     | 30+1       | 12         | CI-C            | 2               | 0               | -                  | -                  | -                  | -           | -           | -           | 33     | 12     |
| Totale Sambenedettese | Totale Sambenedettese | Totale Sambenedettese | 44+4       | 15         |                 | 2               | 0               |                    | -                  | -                  |             | -           | -           | 50     | 15     |
| 2019-2020             | Feralpisalò           | C                     | 15         | 0          | CI+CI-C         | 2+4             | 0               | -                  | -                  | -                  | -           | -           | -           | 21     | 0      |
| gen.-giu. 2020        | Cittadella            | B                     | 15+1       | 2          | CI              | 0               | 0               | -                  | -                  | -                  | -           | -           | -           | 16     | 2      |
| Totale Cittadella     | Totale Cittadella     | Totale Cittadella     | 33         | 8          |                 | 0               | 0               |                    | -                  | -                  |             | -           | -           | 33     | 8      |
| 2020-gen. 2021        | Imolese               | C                     | 13         | 1          | CI              | 0               | 0               | -                  | -                  | -                  | -           | -           | -           | 13     | 1      |
| gen.-giu. 2021        | Alessandria           | C                     | 14+2       | 1+1        | CI              | 0               | 0               | -                  | -                  | -                  | -           | -           | -           | 16     | 2      |
| 2021-2022             | Imolese               | C                     | 0          | 0          | CI              | 1               | 1               | -                  | -                  | -                  | -           | -           | -           | 1      | 1      |
| 2022-2023             | Carpi                 | D                     | 31+2       | 1+1        | CI-D            | 2               | 0               | -                  | -                  | -                  | -           | -           | -           | 35     | 2      |
| 2023-2024             | Terre di Castelli     | Ecc                   | 13+3       | 5+1        | CI-E-R          | 6               | 2               | -                  | -                  | -                  | CI-Dill.    | 4           | 0           | 28     | 8      |
| 2025-2025             | Giulianova            | Ecc                   | 0          | 0          | CI-Dill.        | 0               | 0               | -                  | -                  | -                  | -           | -           | -           | -      | -      |
| Totale carriera       | Totale carriera       | Totale carriera       | 419+15     | 69         |                 | 30              | 8               |                    | -                  | -                  |             | 4           | 0           | 470    | 76     |

## Palmarès

### Club

#### Competizioni nazionali
- Lega Pro: 1

Cremonese: 2016-2017 (Girone A)

#### Competizioni regionali
- Coppa Italia Dilettanti Emilia-Romagna: 1

Terre di Castelli: 2023-2024
- Coppa Italia Dilettanti Abruzzo: 1

Giulianova: 2024-2025
- Eccellenza: 1

Giulianova: 2024-2025